# Zdeněk Kepka
Zdeněk Kepka (4. května 1930 Zlonice – 23. prosince 2020 Euskirchen (Porýní)) byl sklářský výtvarník, který spolu se svou ženou roku 1982 emigroval do Německa. Rodina Kepkových provozuje prosperující sklářskou firmu Kepka Art GmbH Euskirchen.

## Historie rodinné firmy Kepkových
Rodina Kepkových je spřízněna s rodinou Hykyšů ze Zlonic, která je v kronice tamního sklářského cechu uváděna již roku 1747. S Janem Hykyšem vymřela roku 1878 mužská linie rodu, ale vdova pokračovala ve sklářské výrobě a znovu se provdala za Josefa Kášeho, který v tradici pokračoval. Jeho dcera Marie Kášová neměla bratry a roku 1919 získala sama sklářskou kvalifikaci, aby mohla vést rodinnou dílnu. Provdala se za malíře pokojů Karla Kepku, který roku 1924 získal výuční list i v oboru skla a obě své profese spojil. Marie mu obstarala potřebnou literaturu a Karel Kepka postupně zavedl v dílně techniku leptání a pískování skla a vylepšil technické zařízení. Produkoval zejména pískované dekorativní plakety a náhrobní kameny a brzy se stal velmi úspěšný. Jeho synové Vladimír (* 1925) a Zdeněk (* 1930) se oba vyučili pod vedením otce sklářskému řemeslu a spolu s ním technicky zdokonalovali zejména metodu pískování skla.
Roku 1948 rodina Kepků zakoupila budovu bývalých kasáren v Kostelci nad Labem a přestavěla je na rodinný dům, ateliér a dílny. Krátce po přestěhování jim stát celou živnost zkonfiskoval a roku 1956 se dílna stala součástí Ústředí uměleckých řemesel. Kepkovi mohli v dílně nadále pracovat jako státní zaměstnanci. Karel Kepka vyvinul unikátní vysoce účinné zařízení k hloubkovému opracování skleněných bloků tryskáním písku. Upravil k těmto účelům motor z tanku a k odsávání použil motor z letadla. Manufaktura Kepkových sehrála významnou roli v 60. a 70. letech, kdy pracovala na zakázkách sklářských výtvarníků, mezi kterými byli Vladimír Jelínek, Vladimír Kopecký, František Vízner, ad.

## Zdeněk Kepka a jeho rodina
Zdeněk Kepka se vyučil v dílně svého otce a roku 1950 získal výuční list v podniku Sklárny Poděbrady. Byl povolán k dvouleté vojenské službě, ze které zběhl. Vojenský soud tento čin kvalifikoval jako kriminální čin a vyzvědačství
a původně ho odsoudil k trestu smrti. Později rozsudek zmírnil na deset let vězení, které měl vykonat v uranových dolech. Zdeněk Kepka byl po třech letech amnestován, ale jako politicky nespolehlivý se mohl živit pouze nekvalifikovanou prací v továrně a sklu se věnoval pouze soukromě. K tvůrčí práci se mohl vrátit až během politického uvolnění roku 1968.
Jeho manželka Miluše Kepková (* 1944) absolvovala v letech 1958-1962 střední výtvarnou školu, ale nebyla přijata na vysokou školu, protože její otec byl v 50. letech odsouzen. Se Zdeňkem se seznámila, když navrhovala interiéry závodního klubu v Kostelci nad Labem a potřebovala poradit s realizací skleněné stěny. Miluše Kepková se pod jeho vedením začala rovněž věnovat práci se sklem a stala se později známá svými figurativními plastikami.
V té době už byli Zdeněk Kepka a jeho bratr Vladimír známi i v zahraničí díky výstavám organizovaným n.p. Skloexport i Art Centru, které jejich díla prodávalo. Roku 1971 byly některé jejich práce přijaty na prestižní přehlídku Salon International des Industries at Arts du Feu (SIFE) v Paříži a plastika Tvar a světlo zde získala cenu ze nejlepší dílo - Oscara, kterou uděluje Revue ABC Dècor. Roku 1977 dostali diplom na přehlídce skla Coburger Glaspreis, což bylo zcela výjimečné u sklářů, kteří neměli vysokoškolské vzdělání.
Rodina Miluše a Zdeňka Kepkových ve snaze zajistit lepší budoucnost svým dětem roku 1982 emigrovala do Německa. Usadili se v Rheinbachu, odkud roku 1986 přesídlili do Euskirchenu. Ve své firmě Kepka Art GmbH, Euskirchen zaměstnávají 15 lidí, včetně dvou vlastních dcer Martiny a Michaely. Zdeňkův bratr Vladimír zůstal v Československu a zemřel roku 1998 v Neratovicích.

### Ocenění
- 1971 Oscar za sklo, Revue ABC Dècor
- 1977 Coburger Glaspreis, Coburg

### Výstavy (výběr)
- 1976 Praha
- 1978 Galerie J&L Lobmeyr, Vídeň
- 1978 Zámek Veltrusy (s V. Kepkou)
- 1982 Vídeň (s V. Kepkou)
- 1984 Ausstelung des BDA, Galerie im Eichholz, Bonn (s V. Kepkou)
- 1985 Traume aus Glas, Düsseldorf (s V. Kepkou)
- 1986 Turm Galerie Bodo Schröder, Bonn (s V. Kepkou)
- 1987 Phantasie im Glas, Dresden bank AG, Kolín nad Rýnem (s V. Kepkou)

### Díla
Rodinná firma Kepkových se věnuje technikám lehání skla, broušení, řezání, pískování, rytí, malbě na sklo a kombinaci skla s dalšími materiály. V 70. letech používali Kepkovi k opracování skla i některé netradiční metody, jako štípání nebo sekání skleněného bloku dlátem a následné broušení. Kromě autorských skleněných plastik a objektů tvoří hlavní část jejich produkce zakázky do architektury nebo výzdoba luxusních jachet a zámořských lodí. Mezi jejich klienty patří některá slavná jména, jako Ralf Schumacher nebo Stefi Graf.